# Josephine Obossa
Josephine Obossa est une joueuse italienne de volley-ball née le 20 mai 1999 à Naples. Elle joue au poste de attaquant. De la saison 2019/2020 elle est dans l'équipe Saugella Monza,.